# Jüdischer Friedhof Gries (Pfalz)
Der jüdische Friedhof Gries ist ein geschlossener Friedhof in der Ortsgemeinde Gries (Pfalz) im Landkreis Kusel in Rheinland-Pfalz.
Der jüdische Friedhof liegt etwa 500 Meter nordwestlich der Ortsbebauung im Bereich der Flur „Judengraben“.
Auf dem 1230 Quadratmeter großen Friedhof, der um 1700 angelegt und vermutlich bis zum Jahr 1824 belegt wurde, befinden sich keine Grabsteine mehr.
Der Friedhof diente den Juden in Steinbach am Glan, Brücken, Börsborn, Nanzweiler, Haschbach, Bettenhausen und Waldmohr als Begräbnisplatz. Er war um 1824 voll belegt und wurde geschlossen. Stattdessen wurde im benachbarten Steinbach ein neuer Friedhof angelegt. Von der gesamten Friedhofsanlage ist heute nichts mehr vorhanden. Auf dem Gelände befindet sich eine Obstbaumanlage. Als Erinnerung an den Friedhof hat sich der Flurname „Judengraben“ erhalten.